# مپیندولول
مپیندولول (به انگلیسی: Mepindolol) یک بتابلوکر غیراختصاصی است که در درمان گلوکوم بکار میرود.
مپیندولول با فرمول شیمیایی C۱۵H۲۲N۲O۲ یک ترکیب شیمیایی با شناسه پاب‌کم ۷۱۶۹۸ است. که جرم مولی آن ۲۶۲٫۳۴۷۳۸ g/mol می‌باشد. 